# Nguyễn Hoành Từ
Nguyễn Hoành Từ   (1536 – 1599, Chữ Hán: 阮宏詞) là danh tướng của triều Lê trong lịch sử Việt Nam. Vì có công trong việc trung hưng triều Lê nên Nguyễn Hoành Từ  được phong là Tiết nghĩa Quận công.

## Tiểu sử
Nguyễn Hoành Từ sinh năm 1536 tên thật là Nguyễn Đình Thung, thủa nhỏ ở Lam kinh, Thanh Hóa, sau theo gia đình vào sinh sống tại làng Phật Nạo, nay là các xã, phường: Đại Nài, Thạch Bình thuộc tp Hà Tĩnh và xã Thạch Tân, huyện Thạch Hà, tỉnh Hà Tĩnh, là cháu 5 đời của Cương Quốc công Nguyễn Xí.
Năm 1556, vua Lê Trung Tông mất sớm không có con nối ngôi. Thái sư Trịnh Kiểm nhân cơ hội muốn giành ngôi vua nhà Lê. Một số quan quân, trong đó có Đô vệ hầu Nguyễn Đình Tùng bàn mưu chống lại việc ấy, việc bị chúa Trịnh phát giác và truy sát. Nguyễn Đình Tùng phải đưa vợ con chạy trốn vào làng Phật Não, huyện Thạch Hà, trấn Nghệ An ẩn cư. Do nguyên nhân đó, sau này con trai ông là Nguyễn Đình Thung phải đổi tên thành Nguyễn Hoành Từ để ra Bắc ứng thí.

## Hoàng Giáp dòng họ Nguyễn
Là con trai tướng quân Nguyễn Đình Tùng, từ nhỏ Nguyễn Hoành Từ nổi tiếng thần đồng, sớm thi đỗ cử nhân và được vua Lê, chúa Trịnh trọng dụng.
Năm 44 tuổi, đang làm quan triều vua Lê Thế Tông, ông xin nhà vua dự thi khoa Đinh Sửu (1577) niên hiệu Gia Thái thứ 5, đậu Hoàng Giáp (đệ nhị giáp tiến sĩ xuất thân, đứng thứ 5 trong khoa thi này) được khắc tên trong bia tiến sĩ dựng tại Văn miếu Quốc tử giám. 
Dòng họ Nguyễn Cương Quốc công từ Nguyễn Xí đến Nguyễn Hoành Từ chủ yếu phát về võ nghiệp, việc Nguyễn Hoành Từ đỗ hoàng giáp thêm phần vinh hiển cho một dòng họ, vốn đã nổi tiếng.

## Thượng thư bộ Lại
Sau kỳ thi này, ông được triều đình vua Lê và chúa Trịnh Tùng phong chức “Tả thị lang bộ lại", rồi thăng lên “Thượng thư Bộ lại, đặc tiến kim tử vinh lộc đại phu”, tương đương Bộ trưởng Bộ nội vụ ngày nay.
Là một vị quan tài cao học rộng, tính khí cương trực lại rất thanh liêm, ông không chỉ được nhà vua tin dùng mà còn được cả triều đình nể trọng. Nhiều kế sách của ông được áp dụng giúp vua Lê, chúa Trịnh Tùng đánh thắng nhà Mạc và giúp vua Lê Thế Tông được nhà Thanh công nhận là quân vương nước Đại Việt, nhờ đó, cuối đời, ông được triều đình nhà Lê sắc phong làm “Tiết Nghĩa quận công”.

## Hoành bác đại vương, phúc thần làng Phật Não
Năm 1599, dưới thời vua Lê Thế Tông và chúa Trịnh Tùng, ông qua đời tại kinh đô Thăng Long, được triều đình cho quân rước thi hài về an táng tại quê nhà bên cạnh mộ phụ thân của ông. Vua Lê còn truy phong ông làm "Phúc thần, Hoành bác đại vương", sai quan dân sở tại lập đền thờ theo chế độ "quốc tạo, quốc tế". 
Đến triều nhà Nguyễn, Nguyễn Hoành Từ lại được sắc phong là "Dực bảo trung hưng, trung đẳng thần".
Phần mộ của Đô vệ hầu Nguyễn Đình Tùng và Tiết Nghĩa quận công Nguyễn Hoành Từ trong khu đất rộng khoảng 2 mẫu tại làng Phật Não. Nhà thờ hai cha con ông được con cháu và người dân nơi đây quanh năm phụng thờ, tổ chức Lễ hội Ông Nghè 5 năm một lần, vào các năm Canh và năm Ất.

## Hậu duệ
Nguyễn Hoành Từ có bốn người con là: Nguyễn Hoành Thống (vào Quảng Nam định cư), Nguyễn Hoành Thắng (di cư sang Tiên Điền, Nghi Xuân, Hà Tĩnh), Nguyễn Hoành Lợi (di cư sang Xuân Trường Nghi Xuân, Hà Tĩnh), Nguyễn Hoành Tranh (di cư sang Thạch Tân, Thạch Hà - Hà Tĩnh).
Hậu duệ Nguyễn Hoành Từ có người cháu là Nguyễn Đình Quế dời đến ở huyện Thủy Nguyên, tỉnh Thanh Hóa, nối đời làm võ tướng (Thanh Hóa tỉnh chí);  Nguyễn Đình Tương dời đến ở xã Hương Duệ, Cẩm Xuyên, Hà tĩnh làm đến chức Thái bảo tước Quận công; Nguyễn Đình Kỵ làm đến chức Đô đốc tướng quân; Nguyễn Đình Phác làm đến Đô đốc đồng tri; Nguyễn Đình Tri làm đến chức Đô đốc tước Cam quận công.

## Vinh danh
Tên của ông được đặt cho một con đường ở thành phố Hà Tĩnh nối liền đường Hà Huy Tập chạy qua phường Đại Nài vượt cầu Nủi để đi hồ Kẻ Gỗ . Trường thcs Tân Lâm Hương - huyện thạch Hà - tĩnh Hà tĩnh đổi tên và lấy tên ống làm tên trường la: trường trung học cơ sở Nguyễn Hoành Từ 